# Archives des luttes des femmes en Algérie
Archives des luttes des femmes en Algérie (en arabe : أرشيف نضالات النساء في الجزائر) est un projet et un collectif indépendant dont l'objectif est de mettre en lumière un pan de l’histoire du mouvement féministe algérien contemporain, à travers la création d'une archive numérique et contributive des collectifs, associations et individus qui ont constitué ce mouvement depuis 1962. Le projet s'intéresse aussi aux documents produits par les collectifs et associations de femmes algériennes qui ont existé avant l'indépendance. L'objectif est de rendre accessible au plus grand nombre un ensemble de documents écrits, imprimés et visuels produits par ces femmes, sur une plateforme numérique ouverte à venir, ainsi qu'à travers la création de projets éditoriaux et des expositions.

## Description
Créé en mars 2019 par Awel Haouati, dans le contexte du hirak algérien (soulèvement populaire), à travers le lancement d'une page sur le réseau social Facebook intitulé Archives des luttes des femmes en Algérie, le projet est dirigé depuis 2019 par une équipe composée de Saadia Gacem et Awel Haouati, toutes deux doctorantes en anthropologie.
La démarche des Archives des luttes des femmes en Algérie consiste à faire appel à la contribution de toute personne possédant et conservant des documents produits dans le cadre de collectifs, d’associations, ou à titre individuel, pour les droits des femmes en Algérie ou dans la diaspora.
La collecte numérique concerne particulièrement les objets édités, imprimés ou dactylographiés : déclarations, comptes rendus de réunions, appels, tracts, affiches, dépliants, fascicules, revues etc.
Le projet s'intéresse également aux traces audiovisuelles et photographiques des mobilisations féminines et féministes (cassettes audio, enregistrements, vidéos, films, photographies...).

## Publication
La première publication du collectif Archives des luttes des femmes en Algérie a été réalisée en 2022 dans le cadre de la participation du collectif à la documenta 15 (Kassel, en Allemagne), avec le soutien de celle-ci. En trois langues (français, anglais, arabe), la publication regroupe des reproductions de documents produits par des collectifs et des associations féministes entre 1988 et 1993, une période  particulièrement dense et prolifique de l’histoire du mouvement féministe algérien contemporain, ainsi que des photographies de manifestations et de rassemblements (notamment la marche du 8 mars 1990) et des textes de Awel Haouati et de la sociologue Feriel Lalami.
Coordonnée par Awel Haouati, la direction artistique et le graphisme de la publication ont été réalisés par Walid Bouchouchi - Akakir Studio.
La traduction des textes vers l'anglais et l'arabe a été assurée par une équipe dirigée par Larbi Nekkab. Les photographies des archives ont été prises par Sonia Merabet, Hichem Merouche, Sofiane Zouggar. Les photographies de manifestations des années 1990 sont de Rafik Zaïdi (auteur de la photographie de couverture) et d’un photographe à ce jour non identifié (archives L. Choualhi).